# Hirm
Hirm (ungarisch Félszerfalva; kroatisch Hirman, Hirin) ist eine Gemeinde mit 1103 Einwohnern (Stand 1. Jänner 2025) im Bezirk Mattersburg im Burgenland in Österreich.

## Geografie
Hirm ist der einzige Ort in der Gemeinde Hirm.
Nachbargemeinden:
|                    | Wulkaprodersdorf (EU)                       |                 |
|                    | Kompassrose, die auf Nachbargemeinden zeigt | Zagersdorf (EU) |
| Zemendorf-Stöttera |                                             | Antau           |

## Geschichte

Hirm (Mitte) um 1873 (Aufnahmeblatt der Landesaufnahme)

Archäologische Funde aus der Kupferzeit (Badener Kultur) und aus der Bronzezeit weisen darauf hin, dass das Gemeindegebiet von Hirm schon in urgeschichtlicher Zeit besiedelt war.
Vor Christi Geburt war das Gebiet Teil des keltischen Königreiches Noricum und gehörte zur Umgebung der keltischen Höhensiedlung Burg auf dem Schwarzenbacher Burgberg. Später unter den Römern lag das heutige Hirm dann in der Provinz Pannonia. Aus dieser Zeit zeugt östlich auf den Kirchäckern ein großer römischer Gutshof.
Im 16. und 17. Jahrhundert standen die Hirmer Edlen in den Diensten der Grafen von Mattersdorf-Forchtenstein. Während der Kriegsjahre 1605 und 1620 hatten die Hirmer unter ungarischen Rebellen, Türken und Tataren zu leiden.
1627 gliederte der neue Besitzer der Grafschaft Forchtenstein, Graf Nikolaus Esterhazy, Hirm seinen Besitzungen an. Die Errichtung einer großen Zuckerfabrik durch den technischen Leiter der Wr. Neustädter Zuckerraffinerie Reyer & Schlick Peter Daniel Rothermann im Jahr 1850 führte zum entscheidenden Einschnitt in der Gemeindegeschichte und war mit einem rasanten Anwachsen der Siedlung verbunden.
Der Ort gehörte wie das gesamte Burgenland bis 1920/21 zu Ungarn (Deutsch-Westungarn). Seit 1898 musste aufgrund der Magyarisierungspolitik der Regierung in Budapest der ungarische Ortsname Félszerfalva verwendet werden.
Nach Ende des Ersten Weltkriegs wurde nach zähen Verhandlungen Deutsch-Westungarn in den Verträgen von St. Germain und Trianon 1919 Österreich zugesprochen. Der Ort gehört seit 1921 zum neu gegründeten Bundesland Burgenland.
Mit dem Anschluss wurde auch die Hirmer Zuckerfabrik durch die Hauptvereinigung der Deutschen Zuckerwirtschaft in Berlin kontrolliert. Diese veranlasste 1941 die Schließung der Zuckerfabrik. 1944 wurde die ehemalige Zuckerfabrik, in der zu diesem Zeitpunkt Material für die Wiener Neustädter Flugzeugwerke lagerte, von amerikanischen Flugzeugen bombardiert. Während der Ort nach und nach seine Kriegsspuren verlor, blieb die Fabrik nach dem Kriege herrenlos und war dem Verfall preisgegeben. Ab den 1960er-Jahren siedelten sich auf dem Areal der ehemaligen Zuckerfabrik neue Produktionsstätten an: jene der Österreichischen Kuvertindustrie (ÖKI), damals noch Myrtle Mill, die Heinrich Sachs KG (SAX), die Koh-i-Noor Hardtmuth AG, heute Cretacolor, die Firma Erwin Mach Gummitechnik GesmbH (EM).
1971 erfolgte der Zusammenschluss mit Antau, Sitz der neu geschaffenen Gemeinde Hirm-Antau war Hirm. 1991 wurden die beiden Ortsteile wieder getrennt und erneut zwei eigenständige Gemeinden.
Siehe auch: Geschichte des Burgenlandes

### Bevölkerungsentwicklung

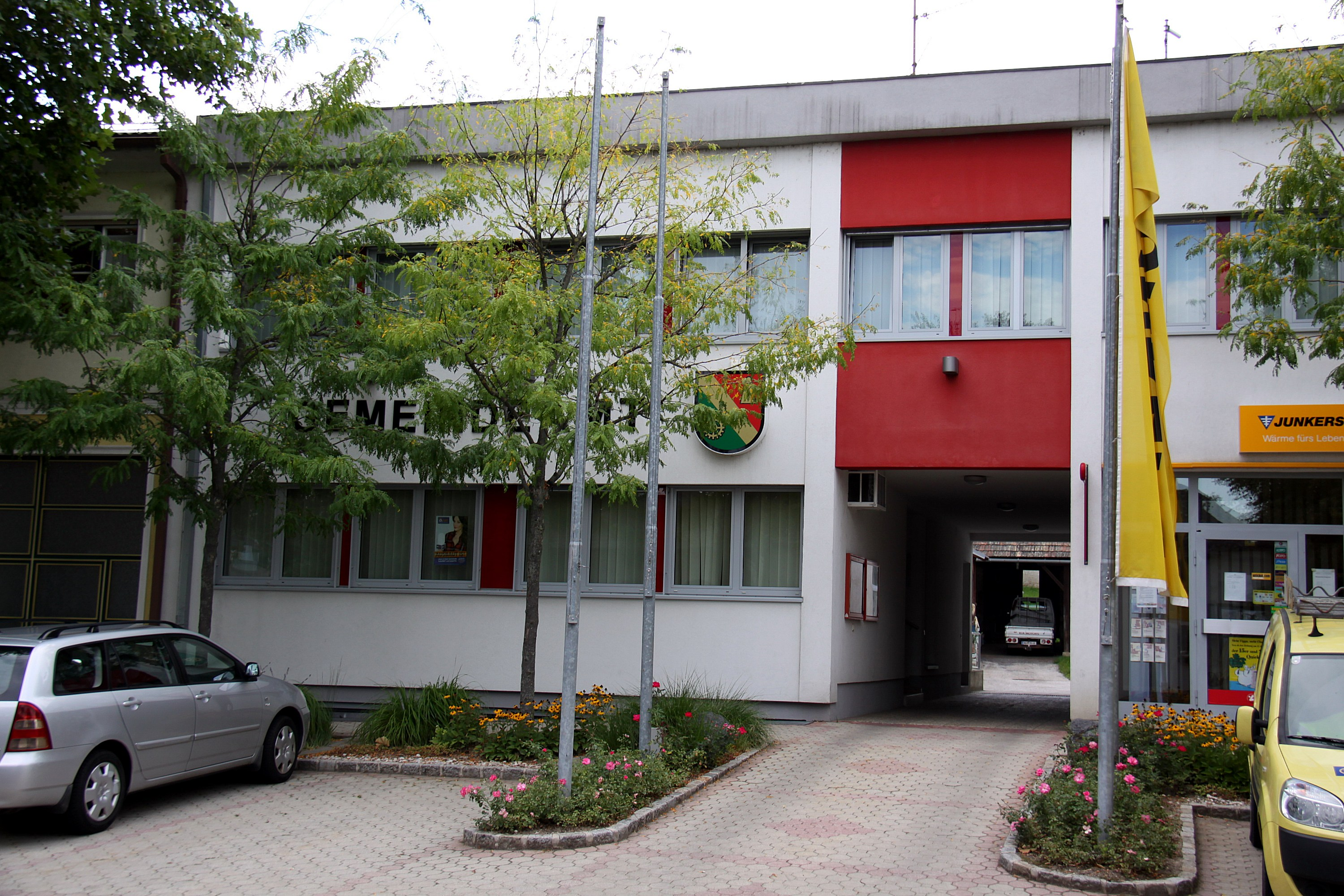
Gemeindeamt Hirm

Die Einwohnerzahl der Gemeinde nimmt trotz einer negativen Geburtenbilanz zu, da die Zuwanderung stärker ist.

## Kultur und Sehenswürdigkeiten

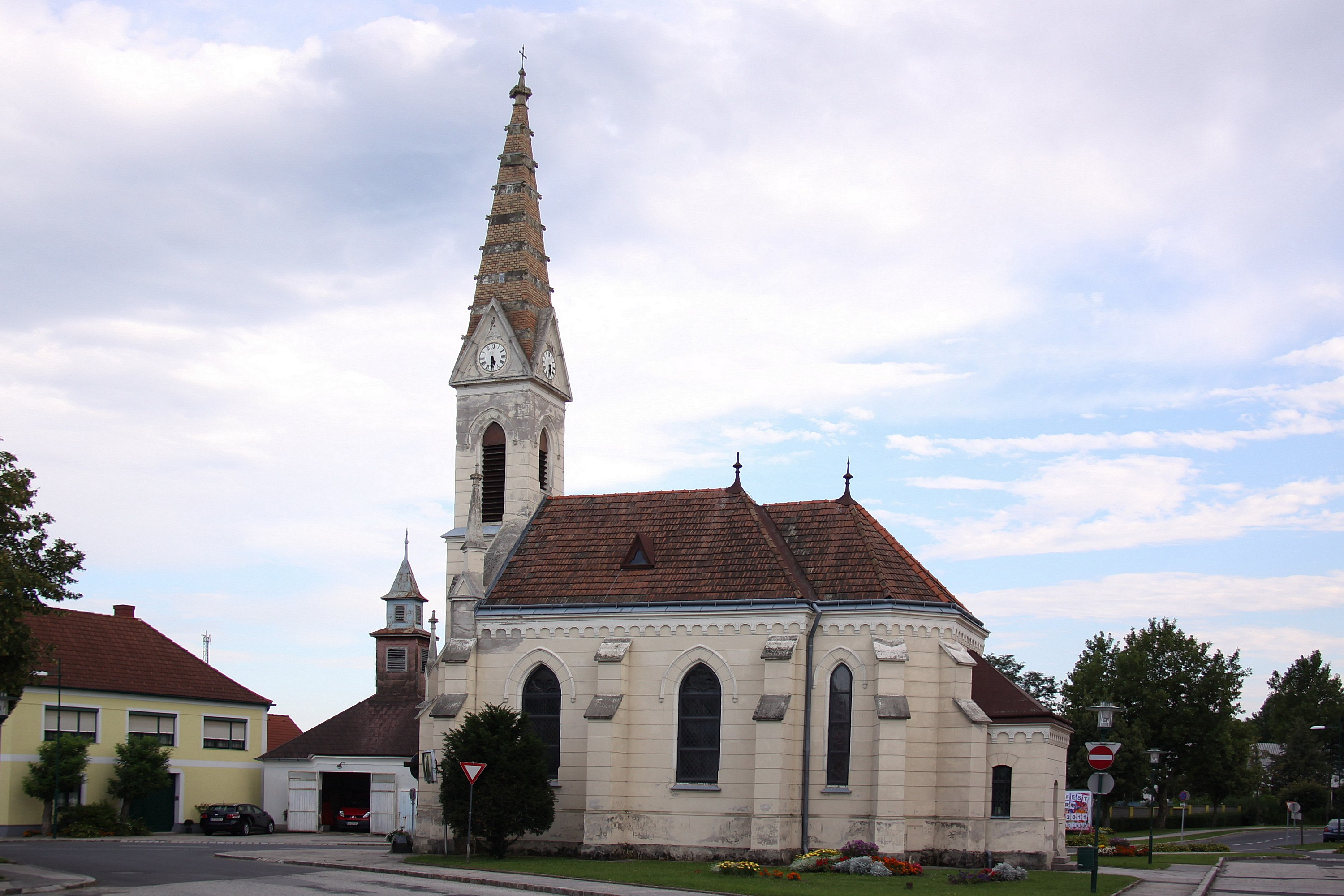
Pfarrkirche Hirm

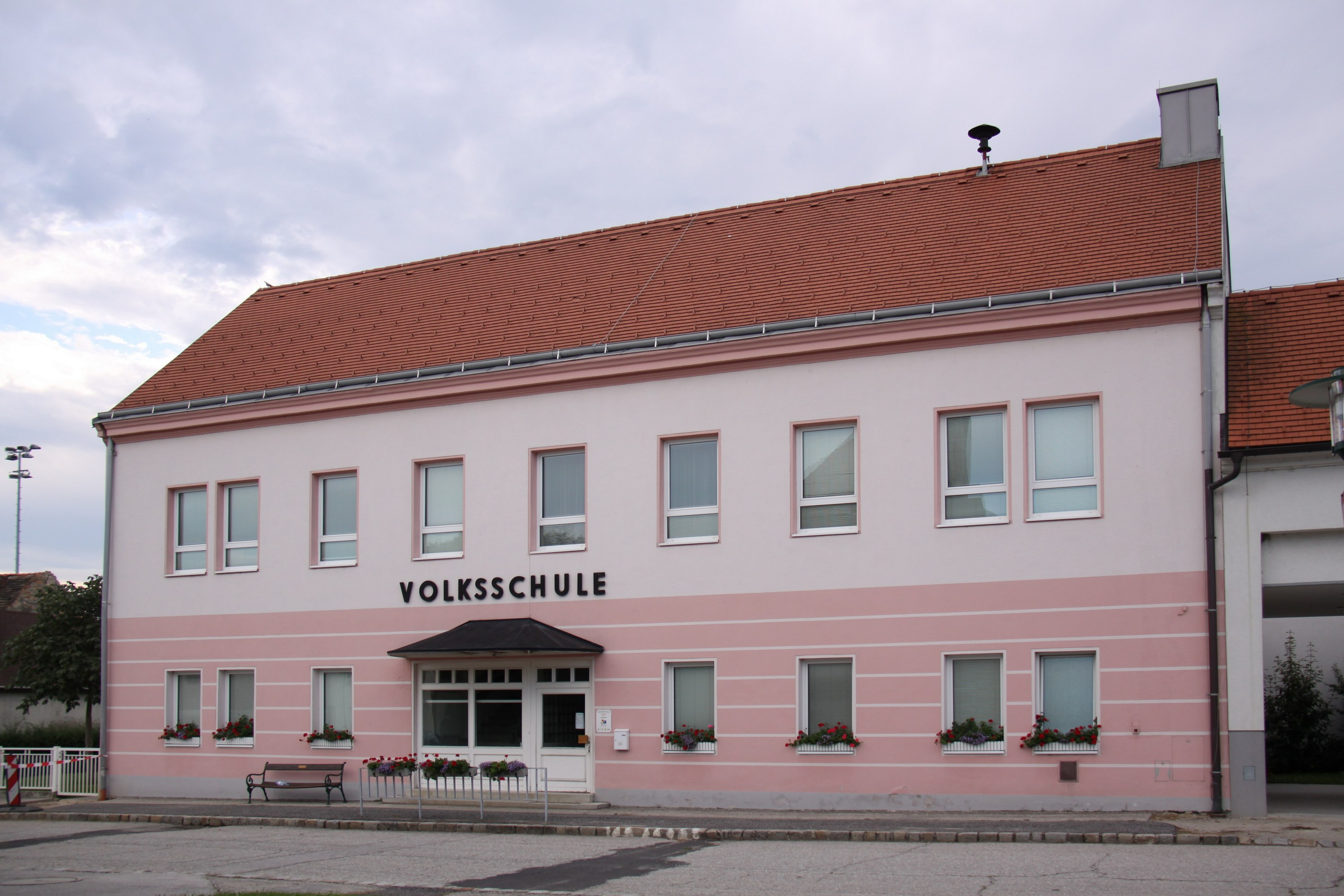
Volksschule Hirm

- Katholische Pfarrkirche Hirm hl. Rochus

## Politik

### Gemeinderat
Der Gemeinderat umfasst aufgrund der Einwohnerzahl insgesamt 15 Mitglieder.
| Partei          | 2022             | 2022             | 2022             | 2017             | 2017             | 2017             | 2012             | 2012             | 2012             | 2007    | 2007    | 2007    | 2002             | 2002             | 2002             | 1997             | 1997             | 1997             |
| Partei          | Sti.             | %                | M.               | Sti.             | %                | M.               | Sti.             | %                | M.               | Sti.    | %       | M.      | Sti.             | %                | M.               | Sti.             | %                | M.               |
| --------------- | ---------------- | ---------------- | ---------------- | ---------------- | ---------------- | ---------------- | ---------------- | ---------------- | ---------------- | ------- | ------- | ------- | ---------------- | ---------------- | ---------------- | ---------------- | ---------------- | ---------------- |
| SPÖ             | 480              | 75,71            | 12               | 466              | 73,27            | 11               | 475              | 70,58            | 11               | 440     | 68,01   | 11      | 556              | 92,36            | 12               | 474              | 85,87            | 12               |
| ÖVP             | 154              | 24,29            | 3                | 170              | 26,73            | 4                | 159              | 23,63            | 4                | 188     | 29,06   | 4       | nicht kandidiert | nicht kandidiert | nicht kandidiert | nicht kandidiert | nicht kandidiert | nicht kandidiert |
| FPÖ             | nicht kandidiert | nicht kandidiert | nicht kandidiert | nicht kandidiert | nicht kandidiert | nicht kandidiert | 39               | 5,79             | 0                | 4       | 0,62    | 0       | nicht kandidiert | nicht kandidiert | nicht kandidiert | 78               | 14,13            | 1                |
| FBL             | nicht kandidiert | nicht kandidiert | nicht kandidiert | nicht kandidiert | nicht kandidiert | nicht kandidiert | nicht kandidiert | nicht kandidiert | nicht kandidiert | 15      | 2,32    | 0       | nicht kandidiert | nicht kandidiert | nicht kandidiert | nicht kandidiert | nicht kandidiert | nicht kandidiert |
| Wahlberechtigte | 931              | 931              | 931              | 815              | 815              | 815              | 832              | 832              | 832              | 792     | 792     | 792     | 728              | 728              | 728              | 687              | 687              | 687              |
| Wahlbeteiligung | 72,07 %          | 72,07 %          | 72,07 %          | 81,60 %          | 81,60 %          | 81,60 %          | 85,10 %          | 85,10 %          | 85,10 %          | 85,98 % | 85,98 % | 85,98 % | 88,74 %          | 88,74 %          | 88,74 %          | 88,50 %          | 88,50 %          | 88,50 %          |

### Gemeindevorstand
[veraltet]Neben Bürgermeisterin Inge Posch-Gruska (SPÖ) und Vizebürgermeister Ernst Mörz (SPÖ) gehören weiters die geschäftsführenden Gemeinderäte Kerstin Bedenik (SPÖ), Daniel Gschaider (ÖVP) und Uschi Wallner (SPÖ) dem Gemeindevorstand an.

### Bürgermeister
Von 2007 bis 2022 war Inge Posch-Gruska (SPÖ) Bürgermeisterin von Hirm. Die ehemalige Abgeordnete zum Burgenländischen Landtag (2005–2010) war zudem seit 2010 Mitglied des österreichischen Bundesrates. Bei der Bürgermeisterdirektwahl 2017 wurde Posch-Gruska mit 72,50 % im Amt bestätigt, ihr Mitbewerber Daniel Gschaider (ÖVP) erhielt 27,50 %.
Bei der Wahl 2022 erhielt Christian Wöhl 72,94 Prozent der Stimmen im ersten Wahlgang und ist somit neuer Bürgermeister von Hirm.

### Chronik der Bürgermeister
| von  | bis  | Bürgermeister                      |
| ---- | ---- | ---------------------------------- |
| 1945 |      | Josef Löffler, Stefan Schappelwein |
|      |      | Franz Zaglitsch                    |
|      |      | Alfred Wagentristl (SPÖ)           |
|      |      | Josef Koch (KPÖ)                   |
| 1950 |      | Stefan Schappelwein (SPÖ)          |
| 1958 |      | Johann Resch (SPÖ)                 |
| 1967 | 1971 | Karl Mangold                       |

| von  | bis  | Bürgermeister          |
| ---- | ---- | ---------------------- |
| 1971 | 1974 | Karl Mangold           |
| 1975 | 1989 | Georg Puhm (SPÖ)       |
| 1990 | 1991 | Alfred Schreiner (SPÖ) |

| von       | bis       | Bürgermeister           |
| --------- | --------- | ----------------------- |
| 1997      | 2006      | Josef Aufner (SPÖ)      |
| 2007      | 2022      | Inge Posch-Gruska (SPÖ) |
| seit 2022 | seit 2022 | Christian Wöhl (SPÖ)    |

## Persönlichkeiten
- Peter Daniel Rothermann (1804–1890), Industrieller in der Zuckerindustrie
- Karl Rigal (1888–1957), Direktor der Zuckerfabrik, Politiker und Abgeordneter zum Burgenländischen Landtag